# Итон (Охајо)
Итон (енгл. Eaton) град је у америчкој савезној држави Охајо.

## Демографија
По попису из 2010. године број становника је 8.407, што је 274 (3,4%) становника више него 2000. године.
| Група             | 2000.         | 2010.         |
| Белци             | 7.937 (97,6%) | 8.064 (95,9%) |
| Афроамериканци    | 32 (0,4%)     | 47 (0,6%)     |
| Азијати           | 45 (0,6%)     | 83 (1,0%)     |
| Хиспаноамериканци | 46 (0,6%)     | 69 (0,8%)     |
| Укупно            | 8.133         | 8.407         |